# استتار زیر آب

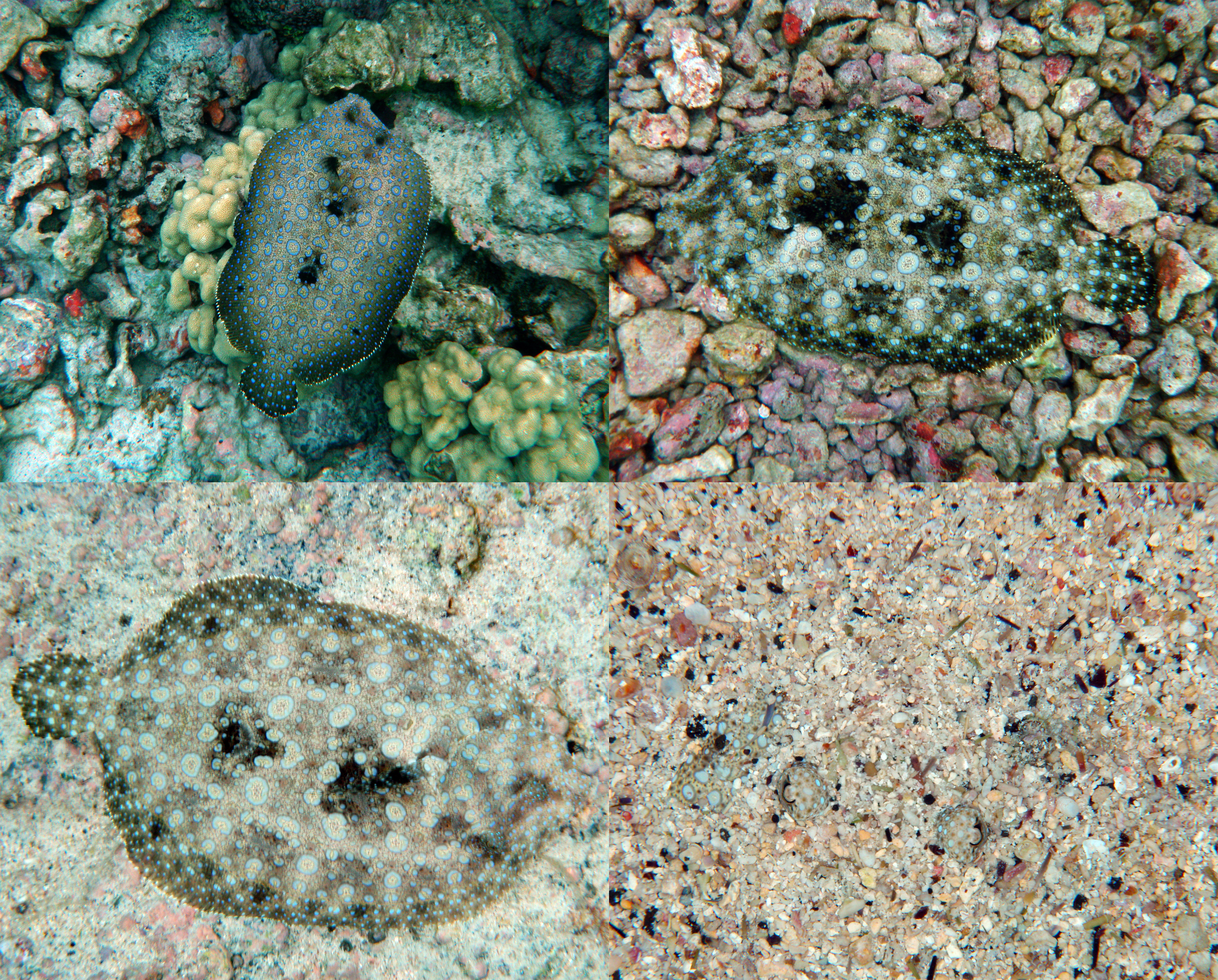
چهار قاب از کفشک‌ماهی طاووسی با فاصله چند دقیقه از هم

استتار زیر آب (به انگلیسی: Underwater camouflage) مجموعه‌ای از روش‌ها برای دستیابی به دیدگریزی - پرهیز از دیده‌شدن - است که به جانداران آبزی قابل دیده‌شدن اجازه می‌دهد تا توسط دیگر جانداران مانند شکارگران یا طعمهها مورد توجه قرار نگیرند.
توانایی استتار خود مزیت بقا را در مبارزه دائمی بین شکارگران و طعمه فراهم می‌کند. انتخاب طبیعی روش‌های گوناگونی برای بقا در اقیانوس‌ها ایجاد کرده‌است.

## نگارخانه

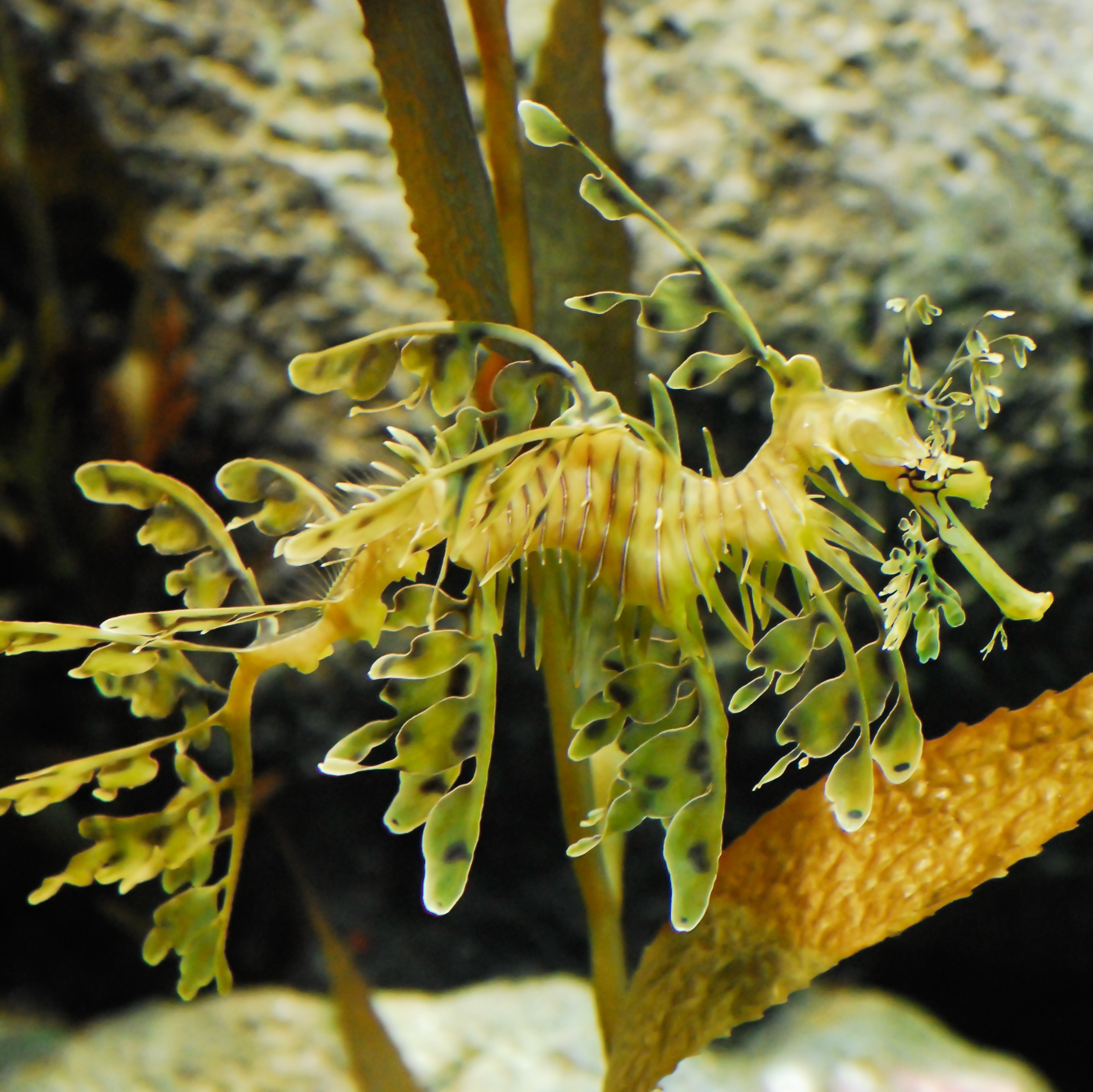
اژدهای دریایی برگدار با رنگ، برآمدگی و رفتار جلبک مانند از شناسایی توسط شکارچیان اجتناب می‌کند.
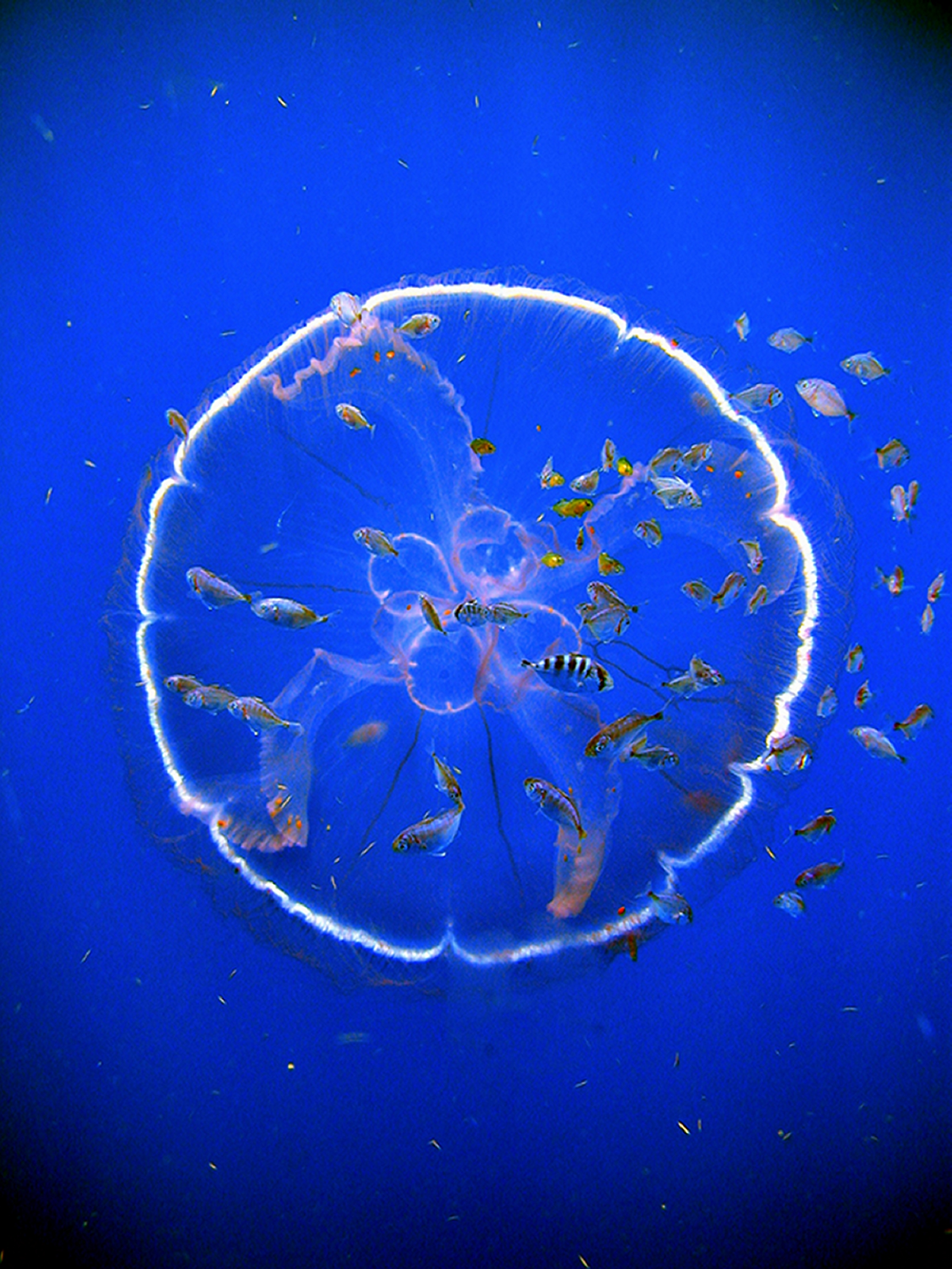
بسیاری از جانوران دریای آزاد، مانند این عروس دریایی Aurelia labiata، تا حد زیادی شفاف هستند.
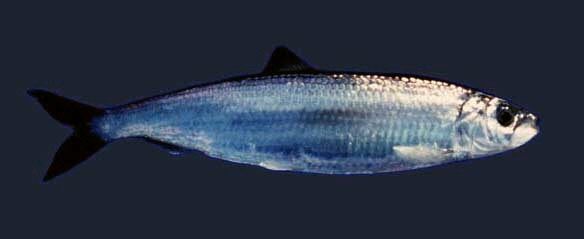
شاه‌ماهی بالغ، Clupea harengus، یک ماهی معمولی نقره‌ای در ژرفای میانی است.
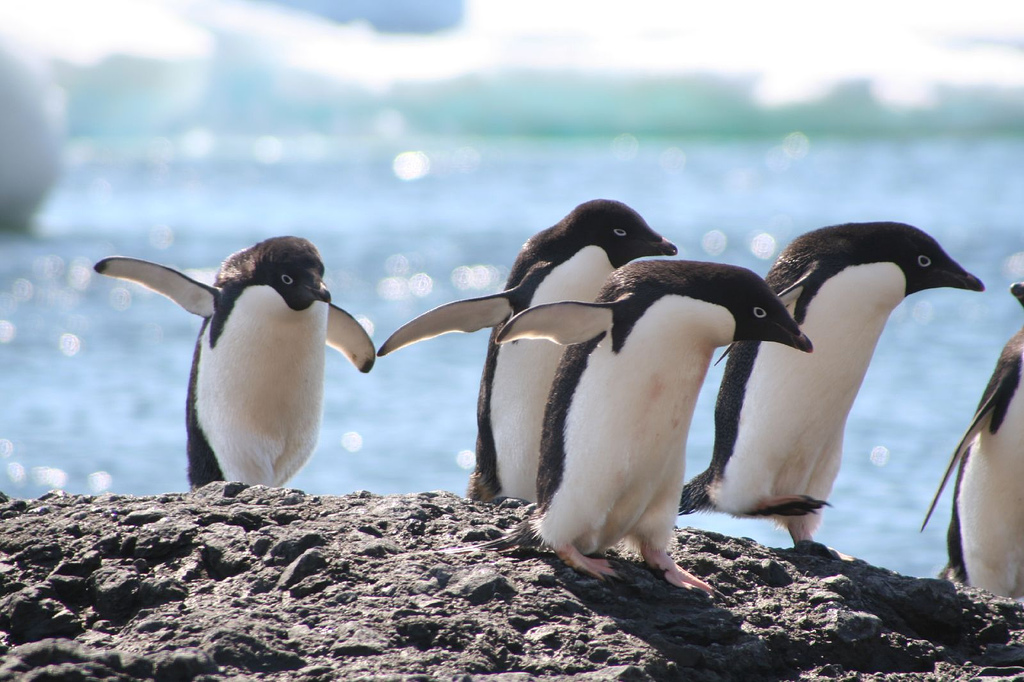
پنگوئن‌های آدلی، Pygoscelis adeliae، در زیر سفید و در بالا تیره هستند.
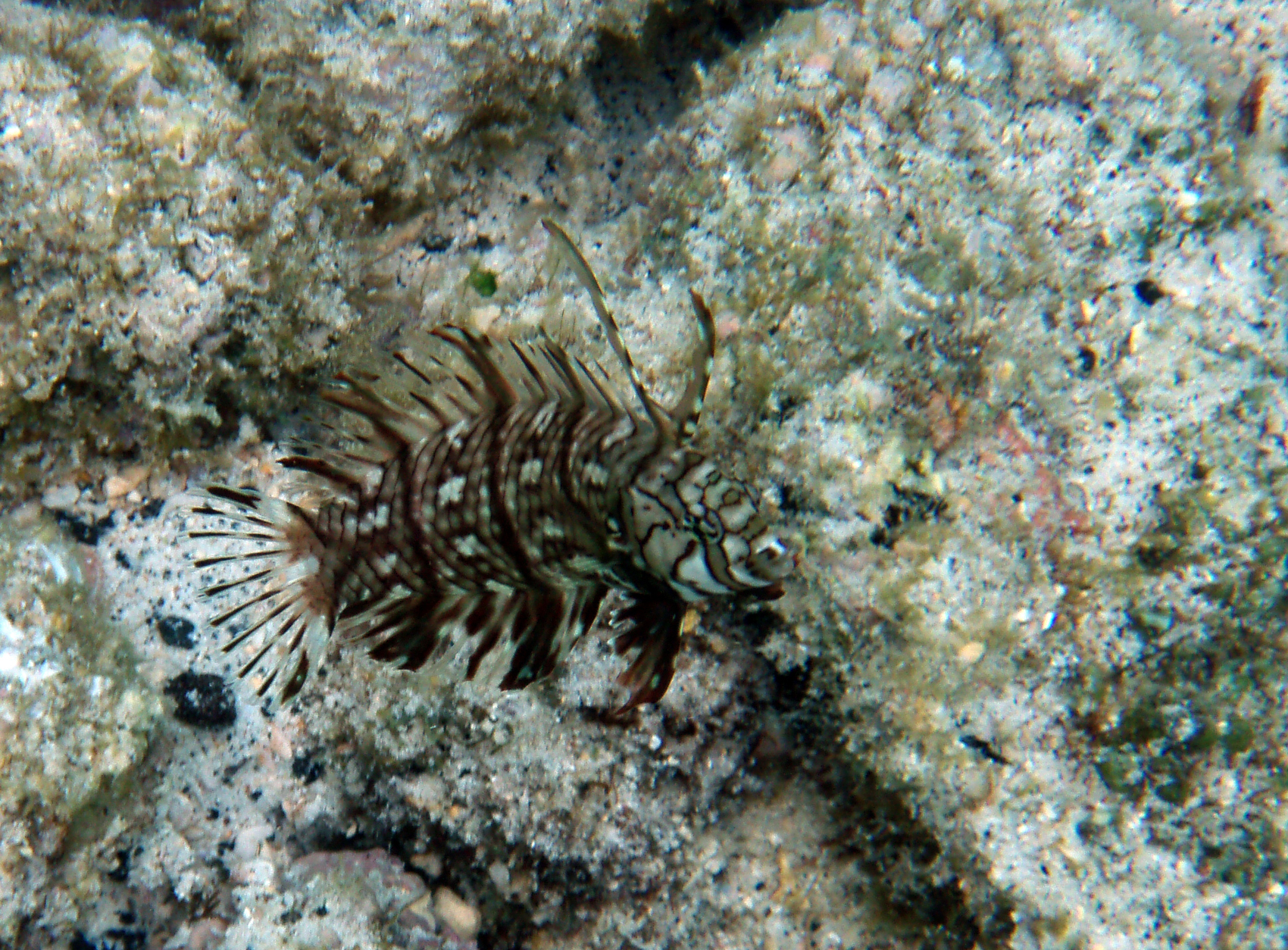
سنگ‌شکن نوجوان، Novaculichthys taeniourus، از جلبک‌ها تقلید می‌کند
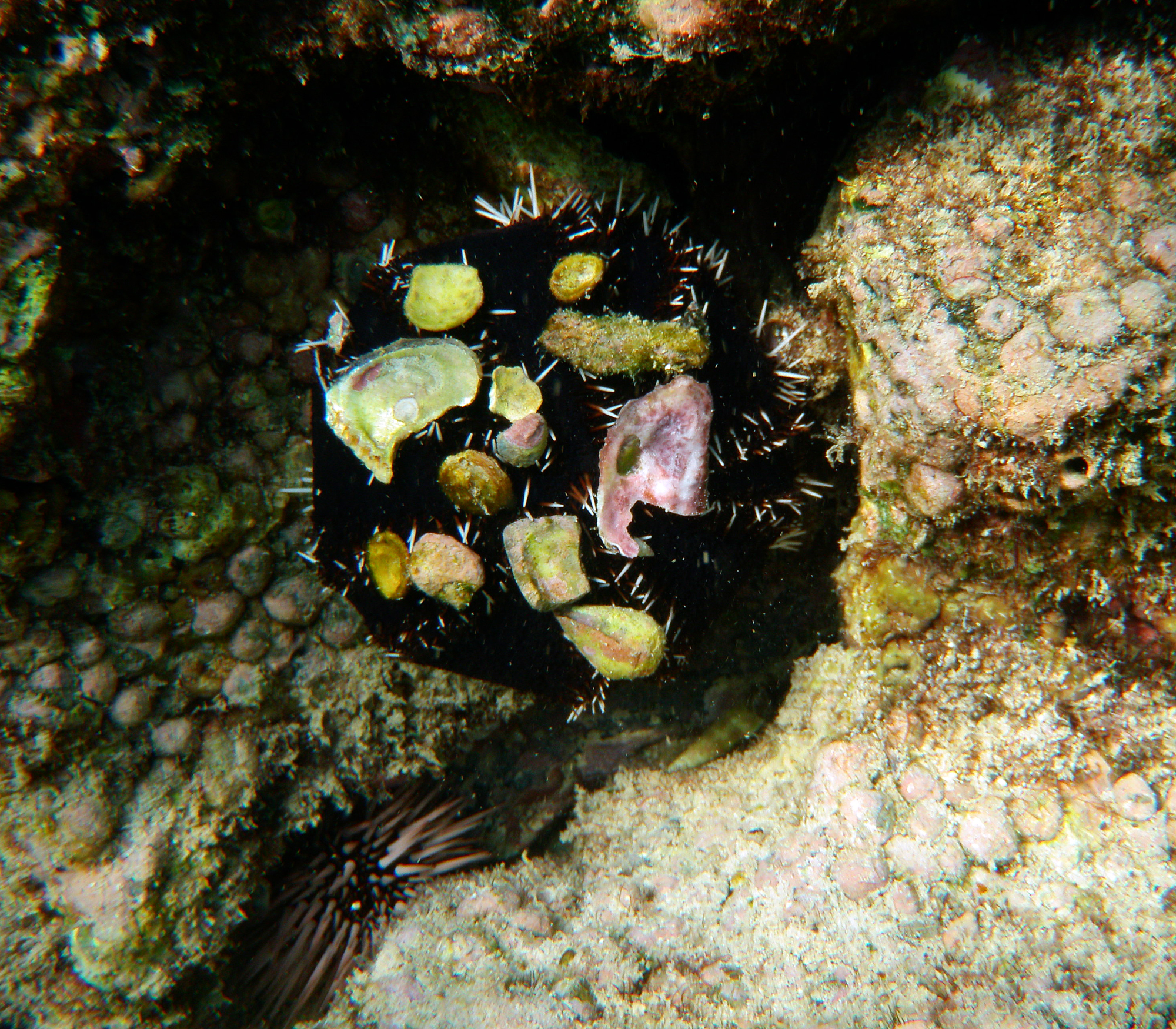
توتیای دریایی خودآراسته